# Bigarvandfaldet
Bigarvandfaldet (kaldes også for Bigarkilden; rumænsk: Izvorul Bigăr) er et naturreservat i det administrative område, Bozovici, i amtet  Caraş-Severin i det sydvestlige Rumænien, tæt på grænsen og syd for Aninabjergene. Der inden for Cheile Nerei-Beușnița nationalparken

## Beskrivelse
Bigarvandfaldets areal er 175,60 ha. blev erklæret for et beskyttet naturområde i henhold til lov nr. 5 af 6. marts 2000
Bigar er et af de mest usædvanlige vandfald i verden og et af de smukkeste i Rumænien.[kilde mangler] Ifølge The World Geography er der nogle forhold, som placerer det på førstepladsen blandt otte enestående vandfald over hele verden: både fordi vandet spredes ud og falder ned som fine gardiner, og fordi det ligger nøjagtigt på den 45. breddegrad, dvs. halvvejs mellem Ækvator og Nordpolen.